# N-tv
n-tv是德國的一個電視頻道，由貝塔斯曼集團下屬的RTL集團和CNN所有。n-tv於1992年開始播出，是一個24小時新聞台。n-tv播出自紐約證券交易所的直播節目，記者在華爾街報告紐約市場的最新市況。